# Salvatore Sirigu
Salvatore Sirigu, född 12 januari 1987 i Nuoro, Sardinien, är en italiensk fotbollsmålvakt som spelar för Nice i Ligue 1. Han har tidigare spelat i bland annat Palermo, Paris Saint-Germain och Torino.

## Karriär
Fram till säsongen 2015/16 var Sirigu förstemålvakt i Paris Saint-Germain. Men när Kevin Trapp anslöt till klubben så tappade Sirigu förstemålvaktsplatsen.
Den 3 augusti 2021 gick Sirigu på fri transfer till Genoa, där han skrev på ett ettårskontrakt.
Den 11 augusti 2022 värvades Sirigu på fri transfer av Napoli, där han skrev på ett ettårskontrakt med option på ytterligare ett år. Den 25 januari 2023 värvades Sirigu av Fiorentina.